# Лікарівська сільська рада
| Лікарівська сільська рада — колишній орган місцевого самоврядування у Олександрійському районі Кіровоградської області з адміністративним центром у с. Лікарівка. Сільській раді підпорядковані населені пункти: - с. Лікарівка - с. Запоріжжя - с. Новоолексіївка |

## Склад ради
Рада складалася з 14 депутатів та голови.

### Керівний склад ради
| ПІБ                              | Основні відомості                                                                                  | Дата обрання | Дата звільнення |
| -------------------------------- | -------------------------------------------------------------------------------------------------- | ------------ | --------------- |
| Шинкаренко Анатолій Іванович     | Сільський голова, 1956 року народження, освіта, безпартійний                                       | 26.03.2006   | 31.10.2010      |
| Терещенко Олександр Анатолійович | Сільський голова, 1960 року народження, освіта вища, член Всеукраїнського об'єднання 'Батьківщина' | 31.10.2010   | 25.10.2015      |

Примітка: таблиця складена за даними джерела

## Населення
Згідно з переписом УРСР 1989 року чисельність наявного населення сільської ради становила 1120 осіб, з яких 501 чоловік та 619 жінок.
За переписом населення України 2001 року в сільській раді мешкало 1037 осіб.

### Мова
Розподіл населення за рідною мовою за даними перепису 2001 року:
| Мова       | Відсоток |
| ---------- | -------- |
| українська | 92,92 %  |
| російська  | 5,93 %   |
| молдовська | 0,67 %   |
| білоруська | 0,19 %   |
| інші       | 0,29 %   |